# Torneo de Montpellier 2017
El Open Sud de France 2017 fue un torneo de tenis que perteneció a la ATP en la categoría de ATP World Tour 250. Fue la 30 edición del torneo y se disputó del 6 al 12 de febrero de 2017 sobre pista dura cubierta en el Park&Suites ARENA en Montpellier, Francia.

## Distribución de puntos
| Modalidad            | Campeón | Finalista | Semifinales | Cuartos de final | 2ª ronda | 1ª ronda | Clasificados | 2ª ronda de clasificación | 1ª ronda de clasificación |
| Individual masculino | 250     | 165       | 100         | 50               | 25       | 0        | 13           | 7                         | 0                         |
| Dobles masculino     | 250     | 150       | 90          | 45               | 20       | 0        | -            | -                         | -                         |

## Cabezas de serie

### Individuales Masculino
| Tenista            | Ranking | Preclasificada |
| Marin Čilić        | 7       | 1              |
| Jo-Wilfried Tsonga | 14      | 2              |
| Richard Gasquet    | 18      | 3              |
| Alexander Zverev   | 22      | 4              |
| Feliciano López    | 33      | 5              |
| Mischa Zverev      | 35      | 6              |
| Marcel Granollers  | 39      | 7              |
| Fernando Verdasco  | 40      | 8              |

- Ranking del 30 de enero de 2017

### Dobles Masculino
| Tenista                          | Ranking | Preclasificada |
| Feliciano López Marc López       | 22      | 1              |
| Fabrice Martin Daniel Nestor     | 58      | 2              |
| Robert Lindstedt Michael Venus   | 76      | 3              |
| Marcus Daniell Marcelo Demoliner | 100     | 4              |

## Campeones

### Individual masculino
Alexander Zverev venció a  Richard Gasquet por 7-6(4), 6-3

### Dobles masculino
Alexander Zverev /  Mischa Zverev vencieron a  Fabrice Martin /  Daniel Nestor por 6-4, 6-7 (3), [10-7]